# Ann Van Elsen
Ann Van Elsen, belgijski model, * 27. december 1979, Antwerpen.
Leta 2002 je postala Miss Belgije.